# Tullio Pinelli
Tullio Pinelli (Turim, 24 de junho de 1908 – Roma, 7 de março de 2009) foi um roteirista italiano, famoso por participar da elaboração do filme "Duas Vidas".

## Biografia
Nascido em Torino, Piemonte, Itália, Pinelli começou sua carreira como advogado civil, mas passava seu tempo livre trabalhando no teatro como dramaturgo. Ele descendia de uma longa linhagem de patriotas italianos; seu tio-avô General Ferdinando Pinelli esmagou a revolta dos bandidos na Calábria após a unificação italiana.
Ele conheceu Fellini em um quiosque de Roma em 1946 enquanto eles liam páginas opostas do mesmo jornal. "O encontro", explicou Pinelli, "foi um raio criativo. Falamos a mesma língua desde o início ... Estávamos fantasiando um roteiro que seria o oposto do que estava na moda na época: a história de um O tímido e modesto funcionário de escritório que descobriu que pode voar; então, agita os braços e foge pela janela. Certamente não era o neo-realismo italiano. Mas a ideia também nunca foi a lugar nenhum". A anedota sobre o voo pressagia a cena de abertura de 8½ (1963), na qual o protagonista, um proeminente diretor de cinema, que sonha em escapar voando para fora de seu carro preso em um engarrafamento.
Pinelli morreu aos 100 anos em 7 de março de 2009 em Roma. Casou-se (desde 1988) com a atriz francesa Madeleine Lebeau, que atuou em 8½ e Casablanca (1942).

## Filmografia selecionada
- The Opium Den (1947)
- Symphony of Love (1954)
- Os Amantes de Manon Lescaut (1954)
- Mano rubata (1989)